# Fulica rufifrons
La folaga fronterossa (Fulica rufifrons Philippi e Landbeck, 1861) è un uccello acquatico della famiglia dei Rallidi.

## Distribuzione e habitat
Vive nelle paludi di Argentina, Brasile, Cile, isole Falkland, Paraguay, Perù, Georgia del Sud e isole Sandwich meridionali ed Uruguay.